# João Gonçalves de Ataíde
D. João Gonçalves de Ataíde foi o 4.º conde de Atouguia, tendo sucedido no título ao 3.º conde, D. Luís de Ataíde, que falecera em 1580, sem deixar geração.
Era neto de D. Isabel da Silva de Ataíde, tia do 3.º conde, casada com Simão Gonçalves da Câmara, capitão donatário da ilha da Madeira, de quem fora a segunda mulher. D. João Gonçalves herdou assim o título por sua avó.
O 4º conde de Atouguia era fidalgo da Casa Real.
Assim, a casa de Atouguia, instituída na primeira metade do século XV, passou no final do século XVI da varonia de Ataíde para a varonia de Câmara, com princípios em João Gonçalves Zarco, descobridor da ilha da Madeira em 1419, capitão donatário da cidade do Funchal, criado do infante D. Henrique. Era casado com D. Constança Rodrigues de Sá, filha de Rodrigo Anes de Sá, rico-Homem, alcaide-mor de Gaia, embaixador em Roma. Foram trisavós da varonia de João Gonçalves de Ataíde.
Filipe I, em 1588, confirmou a este fidalgo a posse da casa de Atouguia, de juro a herdade, e lhe deu as ilhas Berlengas e Baleal, hoje ligada à terra firme. Em 1592 o mesmo soberano lhe confirmou o castelo, pescaria e a comenda de Arguim, que fora de seu cunhado Diogo de Miranda.
Foi comendador de Ataúfe na Ordem de Cristo e gentil-homem da câmara do rei.
Casou-se com D. Mariana de Castro, filha e herdeira de Martim Afonso de Miranda, guarda-mor, e camareiro-mor do cardeal infante D. Henrique, alcaide-mor de Monte Agraço, e de D. Joana de Lima. Mariana morreu em 25 de maio de 1632, dama da Infanta D. Isabel.
Teve geração, incluindo D. Joana de Castro, casada com o 2.º conde de Penaguião, D. Francisco de Sá e Meneses, D. Margarida de Lima casada com D. Henrique de Menezes, 4º do Louriçal, D. Francisca de Lima, casada com Nuno da Cunha, e o filho primogênito, D. Luís de Ataíde que veio a suceder no título e foi assim o 5.º conde de Atouguia.